# Jean Chaudeurge
Jean Chaudeurge, né le 4 août 1908 à Flers et mort le 12 janvier 1968 dans le 20e arrondissement de Paris, est un graveur et peintre verrier français

## Biographie
Jean Chaudeurge est le fils de Jean Joseph Chaudeurge, industriel, et d'Émilienne Marie-Thérèse Filoque.
Après le décès de ses parents, il est élevé, ainsi que ses frères et sœurs, par sa sœur aînée Marie (née à Flers en 1913).
Il est l'élève de Lucien Pénat et d'Antoine François Dezarrois à l'École nationale supérieure des beaux-arts à Paris. Il obtient le second prix de Rome de gravure le 8 juillet 1936.

## Œuvre

### Illustrations
- Marteau de Langle de Cary, Du paradis terrestre à Noël, éditions SPES, 1934, illustrations en couleurs de Jean Chaudeurge, dessins en noir de A. Wirz, 256 p.
- André Mazeline, Clandestinité : la Résistance dans le département de l'Orne, illustrations de Jean Chaudeurge, Tirésias, 1994  (ISBN 2-908527-22-7).